# Ludovico Chigi della Rovere Albani
Ludovico Chigi della Rovere Albani (ur. 10 lipca 1866, zm. 14 listopada 1951) – wielki mistrz Zakonu Maltańskiego w latach 1931-1951.
Był synem  księcia  Mario Chigi della Rovere Albani. W 1893 poślubił Donnę Anna Aldobrandin (zm. 1898). Mieli dwoje dzieci:
- Sigismondo Chigi della Rovere Albani,  (12 grudnia  1894 – 24 grudnia 1982)
- Laura Maria Caterina Chigi della Rovere (30 kwietnia  1898 – 4 listopada  1984)

Po śmierci ojca w 1914 odziedziczył tytuły: 8. księcia  Farnese i Campagnano, 4. księcia Soriano, 8. księcia Ariccia i Formello, markiza Magliano Pecorareccio i gwardiana konklawe. Odpowiedzialny za organizację trzech konklawe. W 1947 stanął na czele międzynarodowego komitetu odbudowy opactwa na Monte Cassino. W 1931 odznaczony Orderem Orła Białego.

## Odznaczenia
- Krzyż Wielkiego Mistrza Zakonu Maltańskiego
- Order Annuncjaty (Włochy)[1]
- Order Sabaudzki Cywilny (Włochy)[2]
- Krzyż Wielki Orderu Świętych Maurycego i Łazarza (Włochy)[3][2]
- Krzyż Wielki Orderu Korony (Włochy)
- Order Orła Białego (Polska)[4]
- Krzyż Wielki Legii Honorowej (Francja)[3]
- Krzyż Wielki Orderu Świętego Jakuba (Portugalia)[5]
- Wielka Wstęga Orderu Leopolda (Belgia)[3]
- Krzyż Wielki Orderu Zasługi (Węgry)[3][2]
- Wielka Wstęga Orderu Zasługi (Austria)[3]
- Wielka Wstęga Orderu Konstantyńskiego Świętego Jerzego (Sycylia)[3]
- Order Najwyższy Chrystusa (Watykan)[3][2]